# Eurhadina secunda
Eurhadina secunda är en insektsart som beskrevs av Irena Dworakowska 2002. Eurhadina secunda ingår i släktet Eurhadina och familjen dvärgstritar.
Artens utbredningsområde är Thailand. Inga underarter finns listade i Catalogue of Life.